# Pidpîlîpea, Camenița
Pidpîlîpea (în ucraineană Підпилип'я) este localitatea de reședință a comunei Pidpîlîpea din raionul Camenița, regiunea Hmelnîțkîi, Ucraina.

## Demografie
Componența lingvistică a localității Pidpîlîpea
     Ucraineană (98,7%)
     Rusă (1,09%)
     Alte limbi (0,22%)
Conform recensământului din 2001, majoritatea populației localității Pidpîlîpea era vorbitoare de ucraineană (98,7%), existând în minoritate și vorbitori de rusă (1,09%).